# Carnevals-Botschafter
Carnevals-Botschafter ist ein Walzer von Johann Strauss Sohn (op. 270). Das Werk wurde am 22. November 1862 (eventuell schon am 11. November) im Tanzlokal Zum Sperl in Wien erstmals aufgeführt.